# Immeuble Prévot
L'Immeuble Prévot est un monument historique de Guyane situé dans la ville de Cayenne.
Le site est inscrit monument historique par arrêté du 26 novembre 1992.